# Magnetron

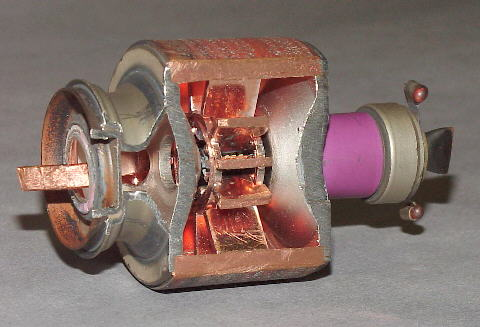
Magnetron cho thấy các khoang bên trong. Các cathode trong trung tâm không nhìn thấy được. Các ống dẫn sóng phát ra lò vi sóng ở bên trái. Các nam châm tạo ra trường song song với trục dài của thiết bị không được hiển thị.

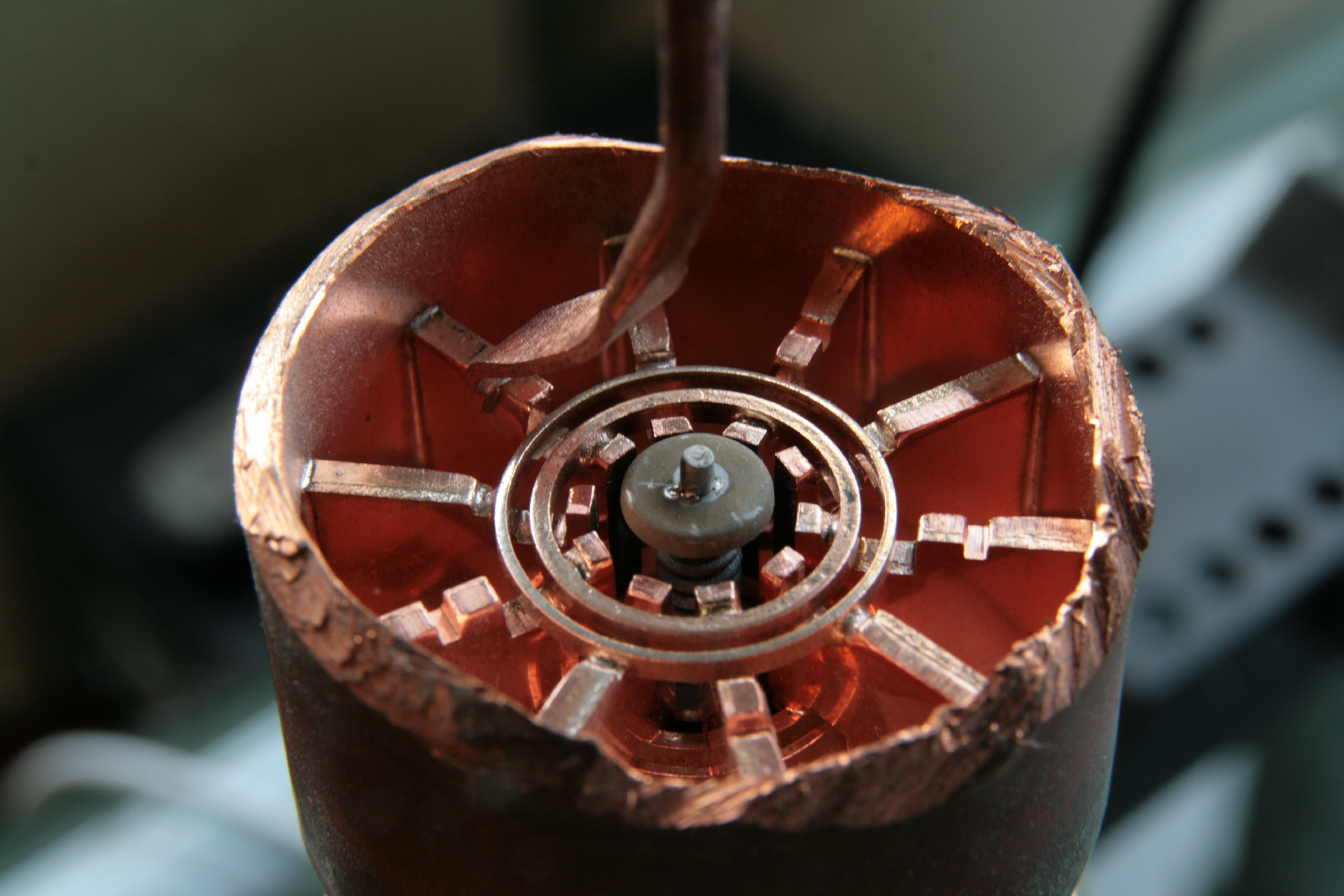
Một magnetron tương tự với một phần khác bị loại bỏ. Cathode trung tâm nhìn thấy được; ăng ten tiến hành lò vi sóng ở đầu; nam châm không được hiển thị.

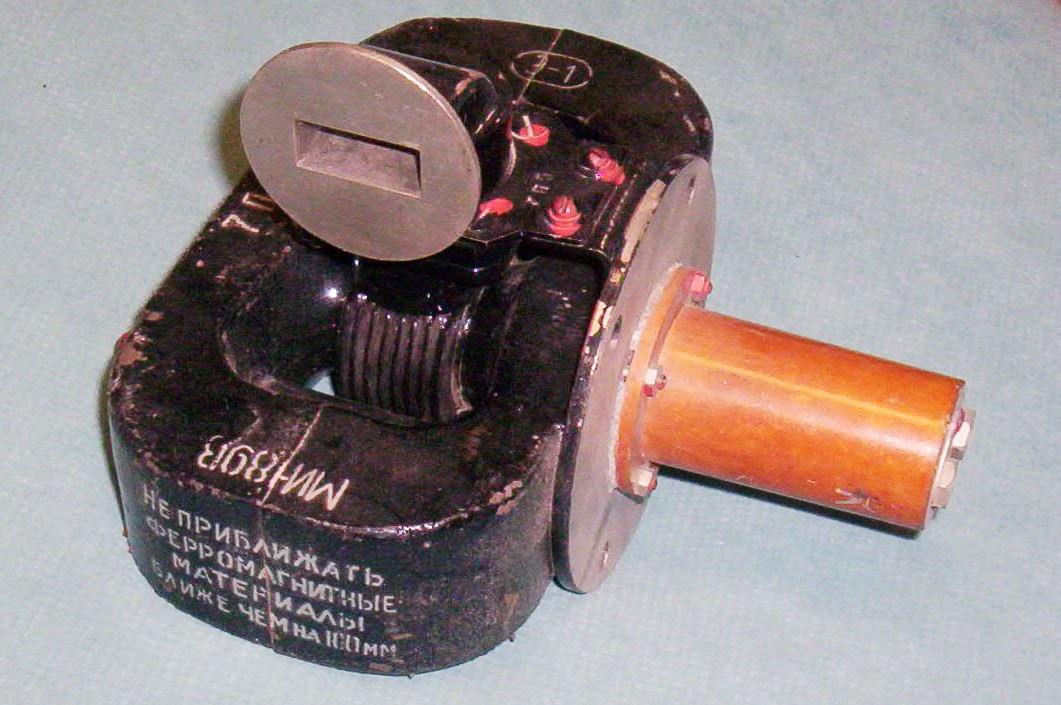
Ống magnetron 9 GHz lỗi thời và nam châm từ một radar máy bay của Liên Xô. Các ống được chấp nhận giữa các cực của hai nam châm hình móng ngựa (trên, dưới), tạo ra một từ trường dọc theo trục của ống. Các lò vi sóng được phát ra từ các ống dẫn sóng khẩu độ (top) sử dụng được gắn vào một ống dẫn sóng tiến hành lò vi sóng đến anten radar. Ống hiện đại sử dụng nam châm đất hiếm.

Magnetron là một ống chân không năng lượng cao,tạo ra vi sóng bằng các tương tác của một dòng electron với một từ trường trong khi di chuyển qua một loạt các khoang kim loại mở (cộng hưởng khoang). Chùm electron đi qua các khe hở để các khoang kích thích dao động sóng trong khoang, giống như một chuỗi âm thanh của cây đàn guitar kích thích trong hộp đàn của nó. Tần số của lò vi sóng được tạo ra, tần số cộng hưởng, được xác định bởi kích thước vật lý của khoang. Không giống như các ống vi sóng khác, chẳng hạn như các klystron và ống truyền sóng (TWT), các magnetron không có chức năng như một bộ khuếch đại, tăng năng lượng của một tín hiệu vi sóng, nó chỉ tạo ra dao động, tạo ra một tín hiệu vi sóng từ dòng điện cung cấp cho ống.
Các hình thức đầu tiên của ống magnetron, magnetron split- anode, được phát minh bởi Albert Hull vào năm 1920, nhưng nó không tạo ra tần số cao và đã ít được sử dụng. Các thiết bị tương tự đã được thử nghiệm với nhiều người khác qua các thập niên 1920 và 30. Các khoang ' cộng hưởng ' ống magnetron hiện đại được phát minh bởi John Randall và Harry Boot vào năm 1940 tại Đại học Birmingham, Anh. Các xung công suất cao từ thiết bị của họ tạo ra bộ thu phát sóng ở dải tần cm, với các radar bước sóng ngắn hơn cho phép phát hiện đối tượng nhỏ hơn từ ăng-ten nhỏ hơn. Các khoang ống magnetron nhỏ gọn làm giảm đáng kể kích thước của các bộ radar để có thể được cài đặt trong máy bay chống tàu ngầm và tàu hộ tống. 
Trong thời kỳ hậu chiến tranh magnetron trở nên ít sử dụng rộng rãi trong các vai trò radar. Điều này do thực tế là công suất của magnetron thay đổi về xung, cả về tần số và pha. Điều này làm cho các tín hiệu không phù hợp dễ so sánh theo xung, được sử dụng rộng rãi để phát hiện và loại bỏ tín hiệu " rác " từ màn hình radar. Các magnetron vẫn được sử dụng trong một số hệ thống radar, nhưng đã trở nên phổ biến như một nguồn vi sóng - cho lò vi sóng chi phí thấp. Trong hình thức này, khoảng một tỷ magnetron đang được sử dụng ngày nay.

## Chế tạo và vận hành

### Khái niệm cơ bản
Trong một ống chân không thông thường, các electron được phát ra từ một cathode đun nóng và bị thu hút vào anode. Các thành phần thường được sắp xếp đồng tâm, với cực âm ở trung tâm, có dạng hình trụ truyền thống. Trong ống chân không (van), dòng điện chỉ từ cực âm đến cực dương, mặc dù chức năng này thường được thực hiện bởi các diode. Một triode với mạng lưới cho phép kiểm soát dòng điện về độ lớn, và do đó cung cấp chức năng khuếch đại. 
Ý tưởng sử dụng một mạng lưới kiểm soát được cấp bằng sáng chế bởi Lee de Forest. Điều này dẫn đến các thí nghiệm với ống sử dụng từ trường thay vì điện. Trong trường hợp này ống được bố trí trong các hình thức của hai điện cực đồng tâm, đặc biệt với cực âm trong là một thanh kim loại ở trung tâm, và anode như một hình trụ xung quanh nó, sau đó được đặt giữa các cực của một nam châm hình móng ngựa,sắp xếp sao cho từ trường được sắp xếp thẳng song song với trục của các điện cực.
Nếu không có từ trường, các electron sẽ chuyển động trực tiếp từ cực âm đến cực dương, hoạt động như một diode. Trong sự hiện diện của từ trường, các điện tử sẽ được trải qua một lực vuông góc với hướng chuyển động của chúng, theo quy tắc bàn tay trái. Trong trường hợp này, các electron sẽ đi theo một con đường cong giữa cathode và anode. Độ cong của các đường có thể được kiểm soát bằng cách thay đổi hoặc từ trường, như trong một nam châm điện, hoặc bằng cách thay đổi điện thế giữa các điện cực.
Nếu diều chỉnh từ trường quá cao các electron bị buộc trở lại vào cathode, gây mất điện trong lồng. Ngược lại, nếu không có từ trường, các electron được tự do lưu thông. Có một điểm giữa hai trạng thái này là giá trị quan trọng hoặc từ trường cắt Hull (và điện áp cắt), nơi mà các electron chỉ dến anode. Tại xung quanh thời điểm này, các thiết bị hoạt động tương tự như một triode. Tuy nhiên, do độ trễ và các hiệu ứng khác, thời gian kiểm soát không phải là nhanh như kiểm soát tĩnh điện trong một triode thông thường, và magnetron bị hạn chế sử dụng trong các thiết kế điện tử thông thường.